# Hot Shots (film, 1956)

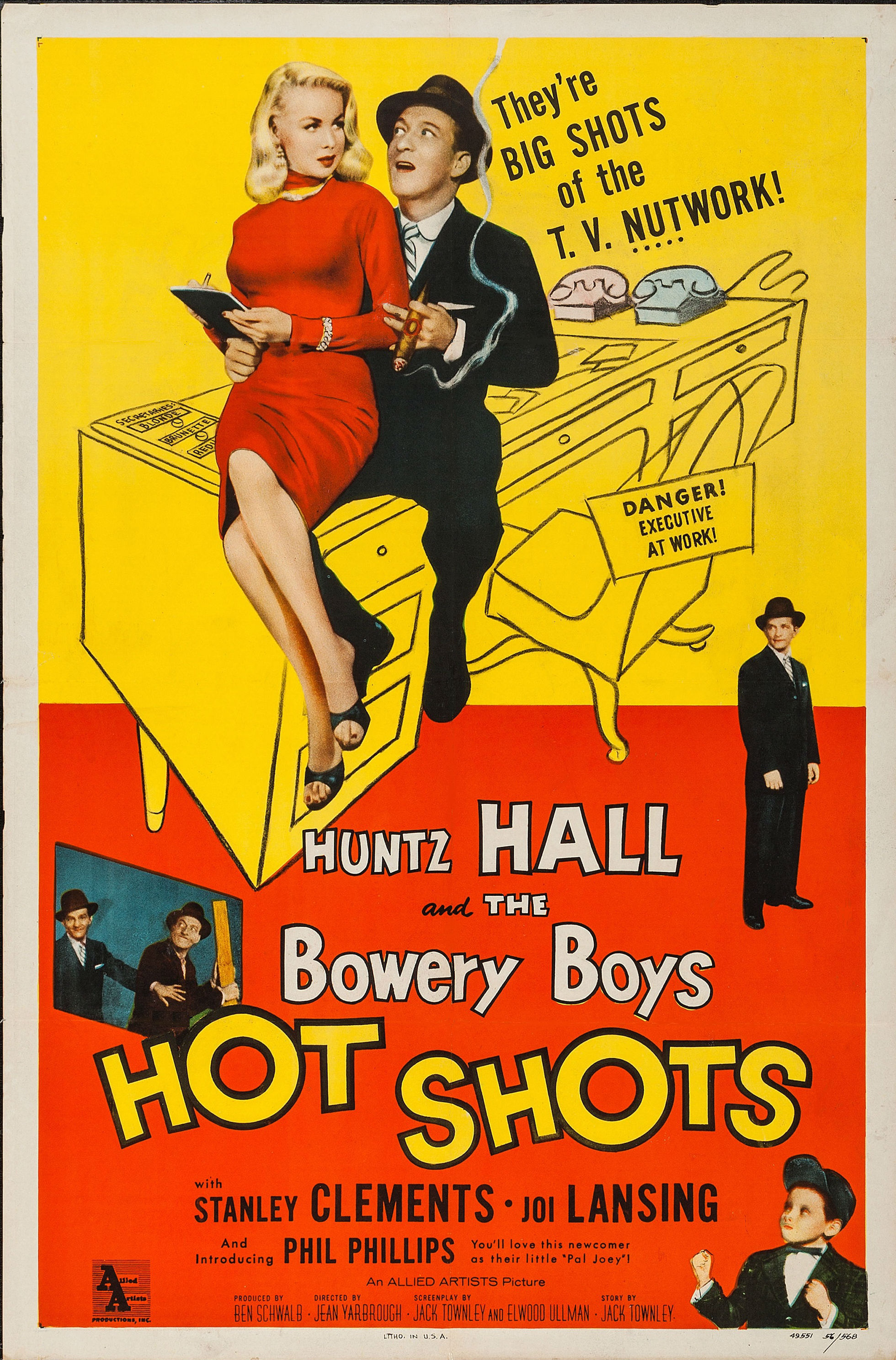
Affiche du film.

Pour les articles homonymes, voir Hot Shots.
Hot Shots est un film américain réalisé par Jean Yarbrough et sorti en 1956, mettant en scène les Bowery Boys.

## Synopsis
Un enfant star de la télévision vole la voiture de Sach et Duke. Après avoir récupéré le véhicule, le duo donne une bonne leçon à l’enfant. Les dirigeants de la télévision, mécontents du comportement de l'enfant, sont impressionnés par le duo qui est ensuite embauché pour s'en occuper. L'oncle/manager de l'enfant n'est par contre pas satisfait de l'influence de Sach et Duke sur l'enfant, alors il les fait virer, puis kidnappe le garçon contre une rançon, pour dissimuler le vol de ses revenus. Sach et Duke finissent par le sauver.

## Fiche technique
- Réalisation : Jean Yarbrough
- Scénario : Jack Townley
- Production : Ben Schwalb
- Photographie : Harry Neumann
- Montage : Neil Brunnenkant
- Musique : Marlin Skiles
- Distributeur : Allied Artists Pictures
- Durée : 61 minutes
- Date de sortie :
  - États-Unis : 23 décembre 1956

## Distribution
The Bowery Boys
- Huntz Hall : Horace Debussy 'Sach' Jones
- Stanley Clements : Stanislaus 'Duke' Coveleskie
- David Gorcey : Charles 'Chuck' Anderson
- Jimmy Murphy : Myron

Reste de la distribution
- Phil Phillips : Joey Munroe
- Joi Lansing : Connie Forbes
- Queenie Smith : Mrs. Kate Kelly
- Robert Shayne : P.M. Morley
- Mark Dana : George Slater
- Henry Rowland : Karl
- Isabel Randolph : Mrs. Taylor
- Ray Walker : Capt. W.K. Wells
- Emory Parnell : B. L.Taylor